# Petak 13. II
Petak 13. II (eng. Friday the 13th: Part 2), američki horor film iz 1981. godine u režiji Stevea Minera, nastavak originala iz 1980. godine. Drugi dio u serijalu rezultat je uspjeha prvijenca na kino blagajnama. I ovaj film, premijerno prikazan 1. svibnja 1981. godine, jednako je tako ispunio očekivanja producenata, što je dovelo do snimanja sljedećeg nastavka - Petka 13. III (1982.).
Ovaj film je prvi u nizu u kojem se kao glavni ubojica pojavljuje, sada odrasli, Jason Voorhees, dječak koji se utopio u jezeru Crystal Lake.

## Radnja
Nekoliko mjeseci nakon krvavih ubojstava koje je počinila Pamela Voorhees (Betsy Palmer) kako bi osvetila svoga sina Jasona, Alice (Adrienne King) se oporavlja. Međutim, pojavljuje se novi misteriozni ubojica te Alice ubrzo nestaje, stanovnici mjesta Crystal Lake su sigurni da je Alice mrtva.
Pet godina kasnije, otvoren je novi izletnički kamp nedaleko starog. Nova grupa mladih čiji je zadatak voditi kamp, pretražujući okolinu nailazi na ruševine starog kampa. Nepoznata osoba špijunira i polako ubija ljude u kampu jedno po jedno.

## Glavne uloge
- Amy Steel - Ginny Field
- John Furey - Paul Holt
- Adrienne King - Alice Hardy
- Kirsten Baker - Terri
- Stu Charno - Ted
- Steve Daskawisz - Jason Voorhees
- Warrington Gillette - Jason Voorhees (bez maske)
- Walt Gorney - Crazy Ralph
- Marta Kober - Sandra Dyer
- Tom McBride - Mark
- Bill Randolph - Jeff
- Lauren-Marie Taylor - Vicki
- Russell Todd - Scott

## Zarada
Film je u prvom vikendu prikazivanja zaradio 6.429.784 USD, a ukupno 21.722.776 USD.